# Ancoradouro de Pescadores na Baía de Guanabara
Ancoradouro de Pescadores na Baía de Guanabara é um suposto filme brasileiro dirigido por Cunha Salles em 1897. É considerado um dos primeiros filmes brasileiros.

## Nacionalidade
A nacionalidade do filme é posta em dúvida por inúmeros pesquisadores que acreditam que Cunha Salles teria recortado o filme de uma vista estrangeira.

## Preservação
Apenas vinte e quatro fotogramas do filme sobreviveram. Atualmente estão no acervo do Arquivo Nacional do Rio de Janeiro possivelmente constituindo nos mais antigos fotogramas de um filme brasileiro que se tem conhecimento na atualidade.